# Morihiro Saitō
Morihiro Saitō (斉藤 守弘?, Saitō Morihiro; Prefettura di Ibaraki, 31 marzo 1928 – 13 maggio 2002) è stato un artista marziale giapponese, insegnante di aikidō.

## Biografia
Nasce nella prefettura di Ibaraki, in Giappone. Cresce in un povero villaggio dedito principalmente all'agricoltura. Da adolescente prova interesse per i classici eroi storici giapponesi, come Yagy, J. Bey Mitsuyoshi e Goto Matabe. Come la maggior parte di altri ragazzi intraprende lo studio delle arti marziali. Infatti nelle scuole giapponesi di quel tempo venivano insegnate principalmente le arti marziali del kendō e del judo. Saitō scelse di studiare il kendo. Dopo la fine della seconda guerra mondiale furono proibite forme di arti marziali che facessero uso di qualsiasi tipo di arma, di conseguenza, Saitō comprese l'esigenza di studiare tecniche di autodifesa che non utilizzavano armi, così iniziò ad apprendere il karate, presso il Shudokan di Meguro. Dopo un breve periodo, per esigenze di lavoro, venne trasferito a Iwama, per cui fu costretto a cercare altre arti marziali. Nell'estate del 1946 venne a conoscenza di alcune storie su un vecchio uomo «che praticava strane tecniche sulla montagna nei pressi di Iwama». Nel raccontare questa storia sembrava che le persone non avessero ben chiaro su quale arte marziale praticasse questo "vecchio", ma un istruttore di judo disse che l'uomo stava insegnando l"Ueshiba-ryū, il judo." Poco prima della sua morte Ueshiba consegnò, quale lascito, a Morihiro Saitō sia la responsabilità dell'insegnamento all'Iwama dojo che la posizione di custode dell'Aiki Jinja.

## Lascito
All'inizio degli anni settanta, diversi studenti di aikidō stranieri giunsero a Iwama per addestrarsi con Saitō, tra i quali nel 1984, e per prima la prima volta, Paolo Corallini, già Direttore dell'U.I.A., il quale, dopo l'incontro con Saitō, decise di seguirlo fedelmente e di diffondere la sua didattica, ancora pressoché sconosciuta in Europa. A partire da quegli anni Saitō iniziò a rilasciare gradi propri di "Iwama Takemusu Aiki", con la denominazione di "Iwama Takemusu Aiki Kai Kaicho Saitō Morihiro Aikikai Shihan". Nei primi anni novanta i vari gruppi di allievi europei facenti capo a Saitō, a partire dall'Iwama Takemusu Aiki Italy diedero vita ad un network chiamato Iwama-ryū. Morihiro Saitō continuò a rilasciare sia gradi Iwama-ryū che gradi Aikikai fino alla morte.

### Vennero nominati rappresentanti ufficiali
Morihiro Saito nominò per l'Europa due rappresentanti ufficiali 7º Dan Shihan Paolo Corallini e Ulf Evenas. 
Paolo Corallini nel 1990, durante un seminario a Torino, in presenza di molti insegnanti europei, ricevette pubblicamente da Saitō la delega a sostenere esami Tai Jutsu e Buki Waza per suo conto.
Anche il Maestro Giorgio Oscari dopo aver ricevuto il 5 Mokuroku di Bukiwaza ricevette dal Maestro Morihiro Saito la delega a sostenere esami Bukiwaza per suo conto il 13 agosto 1992.

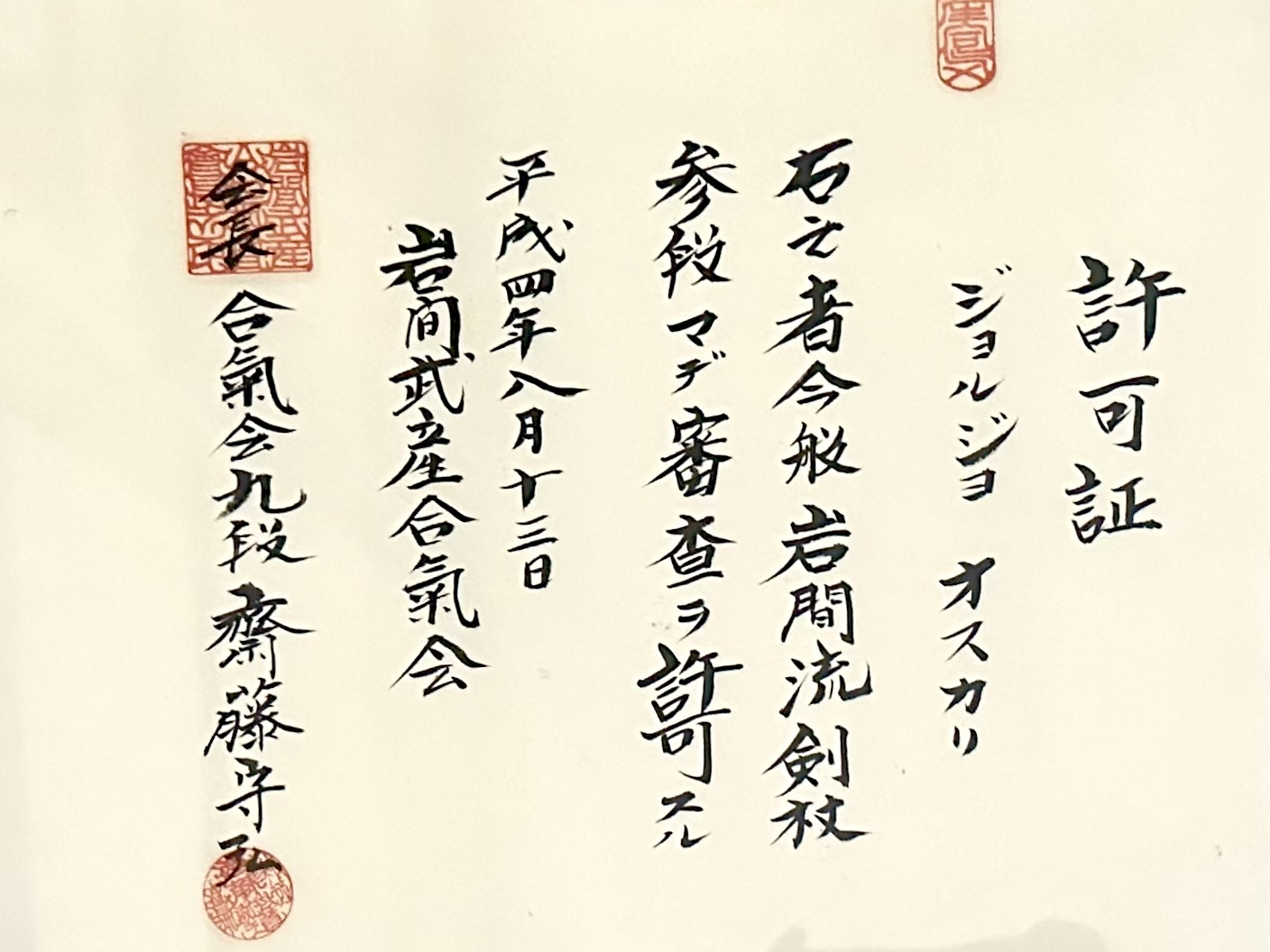
Licenza per condurre esami Bukiwaza ricevuta dal Maestro Giorgio Oscari dal suo Maestro Morihiro Saito.

Il timbro "Iwama-ryū" utilizzato da Saitō per i diplomi è attualmente depositato negli archivi dell'Iwama Ryu Italy. Iwama-ryū è tuttora un marchio protetto in numerosi Paesi. A partire dai primi anni novanta furono distribuiti circa 3.000 "Iwama Ryu budo pass", tuttora ambiti dai praticanti di aikido tradizionale, e attestanti l'appartenenza del possessore ad una delle organizzazioni nazionali facenti capo a Morihiro Saitō.

### La morte
Morihiro Saitō morì di cancro a Iwama, nel 2002, lasciando migliaia di allievi del mondo, oggi inseriti nelle più grandi associazioni internazionali. I suoi allievi più alti in grado, Corallini ed Evenas, assieme ad altri 6º Dan Iwama-ryū, in ottemperanza ad una richiesta esplicita del loro maestro, rimasero all'interno dell'Aikikai, pur perseguendo la pratica dell'Iwama-ryū. Il figlio di Morihiro, Hitohiro, nel 2004 fondò una propria associazione denominata "Iwama Shin Shin Aiki Shuren Kai", ove, assieme allo studio dell'aikido tradizionale, decise di proseguire egli stesso nello sviluppo di una pedagogia comunque in linea con i dettami generali dell'aikido di Iwama. Morihiro Saitō è principalmente ricordato per essere stato il successore di O'Sensei nella didattica del dojo di Iwama e custode dell'Aiki Jinja, nonché come Sōke dell'Iwama-ryū.